# Estampie (Band)
Estampie (nach der höfischen Tanzmusik Estampie des Mittelalters) ist eine Musikgruppe, die 1985 von Sigrid Hausen, Michael Popp und Ernst Schwindl gegründet wurde.
Musikalisch ist die Band der Mittelaltermusik zuzuordnen, aber auch Einflüsse aus moderner Musik wie Pop, World Music oder Minimal Music werden verarbeitet. Dabei werden überwiegend mittelalterliche Instrumente ohne elektrische Verstärkung eingesetzt. 1996 wurde das Album Crusaders – In Nomine Domini veröffentlicht, an dem das Deine-Lakaien-Mitglied Alexander Veljanov mitwirkte. Veljanov übernahm hierbei die Zweitstimme neben Sigrid Hausen.

## Auszeichnungen
- 1985: Sieger beim Internationalen Wettbewerb für Alte Musik in Amersfoort (Niederlande)

## Diskografie
- 1990: A chantar – Lieder der Frauenminne
- 1991: Ave maris stella – Marienverehrung im Mittelalter
- 1994: Ludus Danielis – Ein mittelalterliches Mysterienspiel
- 1996: Crusaders – Lieder der Kreuzritter
- 1998: Materia Mystica – Eine Hommage an Hildegard von Bingen
- 2000: Ondas – Musik von Troubadours und Flagellanten
- 2002: Fin Amor – Musik zwischen Liebe, Sehnsucht, Leidenschaft und dem rauhen Nordwind
- 2004: Signum
- 2005: Marco Polo – Estampie und die Klänge der Seidenstraße (Live-DVD)
- 2007: Best of Estampie (1986–2006)
- 2007: Al Andaluz Project – Deus et Diabolus (Projekt mit L’Ham de Foc und Amán Amán)
- 2010: Al Andaluz Project – Al-Maraya (Projekt mit L’Ham de Foc und Amán Amán)
- 2012: Secrets of the North
- 2016: Amor Lontano